# PFC Litex Lovech
PFC Litex Lovech är en bulgarisk fotbollsklubb från staden Lovech.
Litex spelar i A Grupa, den högsta divisionen i Bulgarien. Laget spelar sina hemmamatcher på Lovech Stadium som har 8 100 sittplatser, elektrisk belysning och tillåtelse att spela internationella fotbollsmatcher på. Litex har blivit bulgarisk liga- och cupmästare två gånger.

## Nutid
Precis som säsongen 2005/06 så kvalade Litex sig in till UEFA-cupen även säsongen 2006/07.

## Meriter
- 4 gånger bulgarisk ligamästare (1998, 1999, 2010, 2011)
- 4 gånger bulgarisk cupmästare (2001, 2004, 2008, 2009)
- 5 gånger bulgarisk cupfinalist (1999, 2001, 2003, 2004, 2007)
- 1 gång bulgarisk supercupmästare (2010)
- 1 gång bulgarisk ligacupfinalist (1997)
- Vinnare av den internationella vänskapsturneringen i Norcia, Italien, år 2001 efter att ha besegrat Steaua Bucureşti i finalen med 4-2.